# Егоров, Павел Иванович (горный инженер)
Па́вел Ива́нович Его́ров — российский и советский горный инженер, металлург, начальник Нижнетагильского горного округа в 1903—1906 годах, главный начальник горных заводов хребта Уральского в 1913—1917 годах. Коллежский советник.

## Биография
В 1888 году окончил Петербургский горный институт. В этом же году начал работать на заводе Гута-Банкова в Домброве. В 1893 году поступил на службу на Ижорские заводы, где руководил прокатными цехами. Под руководством Егорова на заводе были построены две мартеновские печи объёмом 10 т.
В 1896 году П. И. Егоров осуществлял приёмку броневого железа и осмотр броневых заводов Крезо. С 1897 года служил помощник управляющего Надеждинского завода. В этой должности Егоров руководил мартеновским и прокатным цехами. В 1898 году была назначен управляющим завода.
В 1899 году Егоров перешёл на работу главным инженером Енисейского горнопромышленного общества, где занимался геологоразведочными работами и строительством металлургического завода. 24 октября 1900 года поступил на работу служащим Донецкого общества железоделательного и сталелитейного производств, был вице-директором Дружковских заводов.
В августе 1903 года был назначен начальником Нижнетагильского горного округа. Занимал эту должность до сентября 1906 года. В этот же период совмещал работу председателем попечительского совета училищ Нижнетагильского горного округа и директором Нижнетагильского горнозаводского училища.
В 1906—1910 годах работал на российских и иностранных металлургических заводах. В 1910 году был служащим администрации по делам акционерного общества вагоностроительного завода «Двигатель» в чине коллежского советника. С 9 ноября 1910 года служил в отделе по испытанию и освидетельствованию заказов Министерства путей сообщения.
8 (21) марта 1913 года был назначен начальником горных заводов хребта Уральского, сменив П. П. Боклевского. В военное время занимался организацией перехода подведомственных заводов на производство вооружений, постоянно находился в командировках. Сопровождал военную комиссию, посетившую уральские заводы в июне 1915 года. В середине ноября 1915 года Егоров был назначен на должность уполномоченного председателя Уральского заводского совещания для обсуждения и объединения мероприятий по обороне государства по Уральскому региону, а в начале 1916 года — уполномоченным по заготовке дров для обеспечения Екатеринбурга. В должности начальника Уральских горных заводов Егоров служил до июня 1917 года, когда был уволен Временным правительством.
В 1920-х годах работал в Москве. Был председателем металлургической подсекции Особого совещания по качеству продукции, сотрудником журнала «Хозяйство Урала».

## Членство в организациях
- Почётный член Екатеринбургского благотворительного общества (с 21 февраля 1915 года)[3].
- Председатель Екатеринбургского горного попечительства детских приютов (1913—1917)[3].
- Член Уральского областного военно-промышленного комитета (с 16 июля 1915 года), член секции по горнозаводской промышленности[9]. В мае 1917 года Егоров был исключён из состава с формулировкой «за его доносы о деятельности комитета старому правительству»[3].

## Награды
За свои достижения был неоднократно отмечен:
- 1888 год — коллежский секретарь;
- 10 августа 1902 года — коллежский советник;
- 1915 год — Орден Святого Владимира 4-й степени[3].